# براندون تاچ
براندون تاچ (انگلیسی: Brandon Thatch؛ زادهٔ ۱۱ ژوئیهٔ ۱۹۸۵) ورزشکار هنرهای رزمی ترکیبی اهل ایالات متحده آمریکا است. وی از سال ۲۰۰۷ میلادی تاکنون مشغول فعالیت بوده‌است.